# Tábata de Carvalho
Tábata Vitorino de Carvalho (* 23. April 1996 in Maringá) ist eine brasilianische Sprinterin, die sich auf die 400-Meter-Distanz spezialisiert hat.

## Sportliche Laufbahn
Erste internationale Erfahrungen sammelte Tábata de Carvalho im Jahr 2013, als sie bei den Jugendweltmeisterschaften in Donezk mit der brasilianischen Sprintstaffel (1000 Meter) mit 2:11,20 min im Vorlauf ausschied. Anschließend belegte sie bei den Juniorensüdamerikameisterschaften in Resistencia in 58,98 s den siebten Platz im 400-Meter-Lauf und siegte in 3:46,09 min mit der 4-mal-400-Meter-Staffel. Zwei Jahre später siegte sie dann in 54,52 s über 400 Meter bei den Juniorensüdamerikameisterschaften in Cuenca und verteidigte in 3:47,04 min ihren Titel im Staffelbewerb. 2021 gewann sie bei den Südamerikameisterschaften in Guayaquil in 3:36,40 min gemeinsam mit Flávia de Lima, Maria de Sena und Chayenne da Silva die Bronzemedaille in der 4-mal-400-Meter-Staffel hinter den Teams aus Kolumbien und Chile. Ende Juli startete mit der Mixed-Staffel über 4-mal 400 Meter bei den Olympischen Sommerspielen in Tokio, verpasste dort aber mit 3:15,89 min den Finaleinzug. Im Jahr darauf siegte sie in 54,81 s über 400 Meter bei den Hallensüdamerikameisterschaften in Cochabamba. Im Mai belegte sie bei den Ibero-Amerikanischen Meisterschaften in La Nucia in 52,66 s den siebten Platz über 400 Meter und gewann mit der Staffel in 3:32,50 min die Silbermedaille hinter dem Team aus Spanien. Anschließend gelangte sie bei den Weltmeisterschaften in Eugene das Halbfinale und schied dort mit 52,42 s aus und verpasste in der Mixed-Staffel mit 3:18,19 min den Finaleinzug. Im Oktober siegte sie in 3:21,53 min gemeinsam mit Anderson Henriques, Maria de Sena und Douglas Mendes in der Mixed-Staffel und sicherte sich in 3:35,61 min gemeinsam mit Liliane Parrela, Maria de Sena und Tiffani Marinho die Silbermedaille mit der Frauenstaffel hinter dem kolumbianischen Team.
2023 belegte sie bei den Südamerikameisterschaften in São Paulo in 53,63 s den fünften Platz über 400 Meter und anschließend schied sie bei den Weltmeisterschaften in Budapest mit 54,15 s in der ersten Runde aus. Ende Oktober schied sie bei den Panamerikanischen Spielen in Santiago de Chile mit 55,57 s im Vorlauf aus. Im Jahr darauf gewann sie bei den Hallensüdamerikameisterschaften in Cochabamba in 56,35 s die Bronzemedaille hinter ihrer Landsfrau Tiffani Marinho und Noelia Martínez aus Argentinien. Anschließend schied sie bei den Hallenweltmeisterschaften in Glasgow mit 57,73 s in der Vorrunde aus.

## Persönliche Bestzeiten
- 200 Meter: 23,54 s (+1,2 m/s), 8. Juni 2022 in Guadalajara
  - 200 Meter (Halle): 23,95 s, 2. Februar 2020 in Cochabamba
- 400 Meter: 51,99 s, 23. Juni 2022 in Rio de Janeiro
  - 400 Meter (Halle): 54,81 s, 20. Februar 2022 in Cochabamba